# Киршнер, Иоахим
Иоахим Киршнер (нем. Joachim Kirschner; 7 июня 1920, Нидерлёсниц — 17 декабря 1943, Меткович) — немецкий ас люфтваффе, обладатель 188 побед в годы Второй мировой войны, кавалер Рыцарского креста Железного креста с дубовыми листьями. Летал на самолёте Messerschmitt Bf.109 (заводской номер 20618).

## Биография

### Начало службы
На службе в люфтваффе с 26 августа 1939 года. 20 августа 1941 года одержал свою первую победу, сбив британский Supermarine Spitfire. В декабре 1941 года зачислен в 5-ю эскадрилью 3-й истребительной эскадры, в составе которой участвовал в боях против советских войск. В 1942 году переведён во 2-ю группу 3-й эскадры, участвовал в боях в Средиземноморье против британцев, где сбил второй Spitfire и одержал вторую победу.

### Успехи на Восточном фронте
Позднее Киршнер был снова отправлен на Восточный фронт, где стал сбивать больше и больше противников. В августе 1942 года получил должность штаффель-капитана, в декабре 1942 года награждён Почётным Кубком Люфтваффе и Рыцарским крестом Железного креста за свою 51-ю победу. Несмотря на разгром немецких войск под Сталинградом, не был отозван и продолжил бои в Харьковской области. 1 февраля 1943 года получил звание обер-лейтенанта, за шесть месяцев службы на Восточном фронте довёл число побед до 96 (сбив 15 самолётов в марте и 37 в апреле). 27 апреля 1943 года одержал сотую победу.
В мае Киршнер одержал 23 победы, к ним прибавилось ещё 14 в июне. 5 июля в дни битвы за Курск Киршнер сбил восемь самолётов и довёл число своих побед до 150, а 12 июля превысил отметку в 170 сбитых самолётов. 2 августа 1943 года награждён Рыцарским крестом с дубовыми листьями. После разгрома немецких войск под Курском отозван в Германию для подготовки к оборонительным полётам, позднее получил звание гауптмана.

### Служба в Югославии
С 24 сентября по 4 октября Иоахим Киршнер участвовал в оборонительных боях и сбил пять самолётов западных стран: британский истребитель Spitfire, американский истребитель P-47 Thunderbolt и три американских бомбардировщика B-17 Flying Fortress. 19 октября возглавил 4-ю группу 27-й истребительной эскадрильи для борьбы с англо-американской авиацией, помогавшей югославским партизанам. В ноябре сбил 11 истребителей и 2 бомбардировщика B-25 Mitchell.

### Гибель
17 декабря 1943 года Киршнер был сбит британским самолётом «Spitfire» и выпрыгнул с парашютом на территории между деревнями Белоевичи и Доне-Храсно, однако попал в плен к хорватским югославским партизанам из 29-й герцеговинской дивизии и вскоре был казнён. Приказом немецкого командования на поиски Киршнера, о судьбе которого никто ещё не знал, был отправлен отряд немецких солдат, но 20 декабря его уничтожили солдаты Южно-Герцеговинского партизанского отряда.
1 января 1944 года в рамках операции «Вальдрауш» штаб 2-й танковой армии приказал 5-му горному корпусу СС лично осуществить расправу над партизанами за смерть одного из лучших асов люфтваффе.

Приказано предпринять карательные меры в ответ на казнь кавалера Рыцарского креста с дубовыми листьями гауптмана Киршнера, которую учинили красные, с целью уничтожения как можно большего числа красных бандитов из выше указанной 29-й дивизии, которая находится в Герцеговине.

## Награды
- Авиационная планка Люфтваффе для пилотов истребителей в золоте
- Почётный Кубок Люфтваффе (21 декабря 1942)
- Немецкий крест в золоте (3 декабря 1942)[4]
- Железный крест (1939)
  - 2-го класса (27 января 1942)[5]
  - 1-го класса (12 апреля 1942)[5]
- Рыцарский крест Железного креста
  - Основная награда (23 декабря 1942)[6]
  - Рыцарский крест с дубовыми листьями (2 августа 1943)[7]